# Trichanthodium exilis
Trichanthodium exilis là một loài thực vật có hoa trong họ Cúc. Loài này được (W.Fitzg.) P.S.Short miêu tả khoa học đầu tiên năm 1990.